# Phortica flexuosa
Phortica flexuosa är en tvåvingeart som först beskrevs av Zhang och Gan 1986.  Phortica flexuosa ingår i släktet Phortica och familjen daggflugor. Inga underarter finns listade i Catalogue of Life.